# Ralph de Picot
Ralph de Picot, también Ralph Fitz Roger (Raoul, c. 1110-1165), fue un noble caballero anglonormando, durante el reinado de Esteban de Inglaterra. Barón de Tong y sheriff de Kent durante seis años, hasta 1160, cinco de los cuales también lo fue de Sussex. Justiciar de Surrey en 1156. Es uno de los sheriff y autoridades que aparecen citados en la lista de Michaelmas de Hampshire (1161). Hijo de Roger de Picot (c. 1085-?) y nieto de Robert fitz Picot.

## Herencia
Se casó con Ethelreda de Port (c. 1135-?), una hija de Henry de Port (c. 1079-1133), sheriff of Hampshire durante el reinado de Enrique I de Inglaterra. Fruto de esa relación, nacieron dos hijas:
- Eugenia de Picot (c. 1153-1184). Esposa de Thomas II FitzBernard (c. 1150 - 1184)
- Alice de Picot (c. 1155-1185). Esposa de Gilbert Malet, barón de Curry Malet (c. 1140-1194).